# Marouna
Marouna (Maro'una) est dans  littérature orale polynésienne qui retranscrit la tradition orale  des îles Cook, l'un des ancêtres et anciens Ariki d'Aitutaki.  Sa descendance serait à l'origine des quatre chefferies actuelles de l'île, à savoir Vairuarangi Ariki, Tamatoa Ariki, Teurukura Ariki et Manarangi Ariki.

## Les origines de Marouna
Marouna serait le descendant  par sa mère, Maine Maraeura, de Ruatapu, l'un des trois grands ancêtres fondateurs de l'île d'Aitutaki.  
- Ruatapu (m) 
  - Kirikava (m).
    - Maeva Rangi (m) 
      - Maeva Kura (m) 
        - Maine Maraeura (f) 
          - Marouna (m)

Sa mère aurait été  envoyée à Rarotonga pour épouser en premières noces Tamaiva Celui-ci devait décéder avant qu'ils aient pu avoir un enfant. Elle épousa alors I'i-ma-te-tapua de qui naquit Marouna.
Marouna aurait passé sa jeunesse à Rarotonga. Il y aurait épousé une certaine Ratia avec qui il aurait eu un premier fils du nom de Tane. C'est à cette époque que l'île d'Aitutaki aurait subi une invasion en provenance de l'est, celle des Aitu. Le grand-père de Marouna, Maeva Kura qui était le grand chef d'Aitutaki, fit alors appel à lui pour l'aider à combattre les Aitu

## Marouna libère Aitutaki des Aitu
Avant de se rendre à Aitutaki, Marouna devait tout d'abord trouver une pirogue et nouer des alliances avec les îles avoisinantes.
"Marouna demanda à sa mère de lui donner le temps de construire une pirogue, mais celle-ci lui répondit que s'il faisait ainsi, il ne trouverait à son arrivée à Utataki-Enua que les os décomposés de son grand-père. Elle lui dit de prendre l'une des plumes de sa coiffe rouge,  car il était le petit-fils d'un ariki, et de demander en échange de celle-ci à un homme du nom de Angainui, une pirogue. Marouna fit comme sa mère lui dit et alla voir Angainui à qui il donna une plume rouge contre sa pirogue. Anganui lui demanda néanmoins de conserver le nom de celle-ci, Te Mata o te-koviri.  Le jour suivant fut consacré par Marouna et les siens à la collecte de nourriture et d'eau pour le voyage. Il choisit ensuite six des meilleurs piroguiers pour l'accompagner et l'aider à naviguer. Marouna partit le lendemain, sa mère lui ayant demandé d'aller directement à Utataki-Enua. Mais une fois hors de vue des côtes, Marouna décida de se rendre tout d'abord à Atiu pour y trouver de bons guerriers.". 
Après moult péripéties, le meilleur guerrier d'Atiu du nom Tarapaitoa accepta de l'accompagner. Marouna alla ensuite à Mitiaro où le rejoignit Taratekui, puis à Mauke où Taratekurupa fit de même. A Mangaia  et enfin à Niue, deux autres guerriers Ue et Kavau, acceptèrent également de le rejoindre.
Après ces différentes escales plus ou moins symboliques, la pirogue put enfin se diriger vers Aitutaki. Les combats durèrent quatre jours, au bout desquels tous les Aitu furent tués et cuits. Marouna fit alors don de parcelles de terre à chacun des guerriers l'ayant accompagné et qui selon la tradition y aurait toujours des descendants.

## La descendance de Marouna et l'origine des quatre chefferies d'Aitutaki
À la mort de son grand-père Maeva Rangi, Marouna lui succéda au titre d'Ariki d'Aitutaki. Il aurait alors épousé en secondes noces une Aitutakienne du nom de Uenuku Kaiatia, avec qui il eut un fils du nom de Te Tupu o Rongo
Ce dernier eut à son tour trois femmes avec qui il eut trois fils à qui il donna chacun un titre d'Ariki. La quatrième titre d'Ariki aurait été donné par Te Tupu o Rongo à Tane (ou l'un de ses descendants), le premier fils qu'aurait eu  Marouna à Rarotonga (voir plus haut) 
- Marouna (m) eut deux épouses : Ratia (f) de Rarotonga et Uenuku Kaiatia (f) d'Aitutaki. 
  - Te Tupu o Rongo (m) est le fils de Marouna et Uenuku Kaiatia[16].Il aurait eu à son tour trois épouses : Te Urei (f), Katapu ki te marae (f) et Pure Upoko (f). 
    - Te Rangi-o-Tangaroa"' fils aîné de Te Tupu o Rongo (m) et Te Urei (f)  obtient le titre de Vairuarangi Ariki.
    - Nga Ariki-tokoa fils aîné de Te Tupu o Rongo (m) et de Katapu ki te marae (f)  obtient le titre de Tamatoa  Ariki.
    - Te Ariki vao fils aîné de Te Tupu o Rongo (m) et de Pure Upoko (f)  obtient le titre de Teurukura  Ariki.

  - Tane (m) serait le fils de Marouna et Ratia. Il obtient lui-même ou l'un de ses descendants le titre de Manarangi Ariki.